# Gunung Ulupeutu
Gunung Ulupeutu är ett berg i Indonesien.   Det ligger i provinsen Aceh, i den västra delen av landet, 1 600 km nordväst om huvudstaden Jakarta. Toppen på Gunung Ulupeutu är 307 meter över havet.
Terrängen runt Gunung Ulupeutu är kuperad åt sydost, men åt nordväst är den platt. Trakten runt Gunung Ulupeutu är nära nog obefolkad, med mindre än två invånare per kvadratkilometer. I omgivningarna runt Gunung Ulupeutu växer i huvudsak städsegrön lövskog.